# Постоянный
Постоя́нный — исчезнувший посёлок, входивший в состав закрытого города Свердловска-44 (ныне Новоуральск). Находился в центральной части строящегося города.

## Географическое положение
Посёлок Постоянный находился в центральной части современного города, на месте улицы Ленина, приблизительно между Центральной и Театральной площадями. Позже посёлок расширился и образовал соседние улицы.

## История
На месте строительства завода № 484 (затем завода № 261) будущего города в годы Великой Отечественной войны появились несколько посёлков: Фанерный (Зелёный), Первомайский, Временный (Строителей), Большой ГУЛАГ и Постоянный. Посёлки располагались на расстоянии одного-двух километров от объектов строительства. К 1962 году в посёлках было уже 62 дома и барака.
Первомайский, Зелёный-Фанерный и Временный посёлки застраивались деревянными или даже фанерными бараками. В Постоянном посёлке были построены двенадцатиквартирные двухэтажные бревенчатые дома. Часть этих домов сохранились и на сегодняшний день.
Дома Постоянного посёлка был построены в 1942—1943 годах из бруса Соликамского деревообрабатывающего завода. В одном из документов поселение упомянуто как Постоянный посёлок Рубленный. Сначала были построены дома на нечётной стороне: 1, 3, 5, 7, 9 (позднее они стали нумероваться как 29, 31, 33, 35, 37). Затем застроили чётную сторону. В посёлке существовали также два двухквартирных коттеджа и одноэтажный щитовой дом № 4. Эти дома находились в районе современной гимназии № 41.
Дома в Постоянном посёлке считались самыми благоустроенными среди домов всех посёлков. Кроме жилых домов в Постоянном посёлке также были 5 сараев (по 12 отделений каждый) и 2 наружные уборные. В сараях хранились в основном дрова, так как отопление изначально было печным. Печное отопление убрали только после капитального ремонта в 1960-х годах. Туалеты в квартирах появились в 1950-х годах. В отличие от домов других посёлков в двухэтажках Постоянного были кухни. Со временем жители стали устанавливать на кухнях ванны и огораживать их занавесками.  В квартирах первого этажа имелся подпол. Также в квартирах рубленых домов были балконы. На первом этаже балконы находились почти на уровне земли. В 1960-х годах двухэтажные дома украсили «чешуйчатой» деревянной резьбой.
Но были и неприятные воспоминания о проживании в посёлке. Первостроитель города и по совместительству инженер завода № 261 Е. А. Семкина вспоминала:

«В январе 1945 года получила в рубленом доме комнату, где даже не было освещения, а печь так обогревала, что к утру замерзала вода. Долго не могли провести электрический свет и поставить дополнительную железную печку. А у меня маленький сын и больная мать».
После войны Постоянный посёлок разросся. Помимо улицы Ленина появились улицы Маяковского и Строителей. Там строились сталинские двухэтажные дома и коттеджи. В последних проживали руководители комбината. Несмотря на то, что каждая улица была отдельной, местность долго называли посёлком Постоянным.
9 мая 1945 года в Постоянном посёлке появилась первая улица — Победа. Недолго эта улица носила имя Лаврентия Павловича Берии. Существует легенда об этом. В один из своих приездов Берия прошёлся пешком по улице Победа от нижней (Театральной) площади до верхней (Центральной). Уже к утру часть улицы, где он проходил, переименовали в его честь.
В Постоянном посёлке появился первый в будущем городе каменный магазин, который сохранился по сей день. До этого либо строились деревянные магазины, либо открывали лавку в бараке. Рядом с каменным находился и деревянный магазин. Каменный был продовольственным магазином, деревянный — промтоварным. Также в посёлке была своя котельная, которая находилась за нынешним домом № 28 по улице Ленина.
В Постоянном посёлке раньше протекала речка. Вероятно, это была та самая Акулинка, которую потом поместили в трубу. На углу улиц Ленина и Садовой сейчас находится небольшой сквер с круглой клумбой, а ранее на его месте бил родник. Жители Постоянного посёлка приходили сюда за водой.
В 2019 году «чешуйчатые» дома №№ 29, 31 и 32 снесли.